# روكي بيدل
روكي بيدل (بالإنجليزية: Rocky Biddle)‏ هو لاعب كرة قاعدة أمريكي، ولد في 21 مايو 1976 في لاس فيغاس في الولايات المتحدة.

## وصلات خارجية
- روكي بيدل على موقعبيزبول رفرنس.كوم (الدوري الرئيسي) (الإنجليزية)
- روكي بيدل على موقعبيزبول رفرنس.كوم (الدوري الثانوي) (الإنجليزية)
- روكي بيدل على موقع مشجعي الرسوم البيانية (الإنجليزية)